# J'den Cox
J'den Cox (Columbia, 3 de março de 1995) é um lutador de estilo-livre estadunidense, medalhista olímpico. 

## Carreira
Cox competiu na Rio 2016, na qual conquistou a medalha de bronze, na categoria até 86 kg.